# Liborio Zerda
Liborio Zerda fue un médico, científico, político, educador y etnólogo colombiano. Nació en Bogotá en 1833 y falleció el 10 de noviembre de 1919 en la misma ciudad.

## Biografía
Estudió matemáticas y ciencias físicas en el Colegio Mayor Nuestra Señora del Rosario donde además se desempeñó como Conciliario y catedrático. En 1853 obtuvo el título de Doctor en Medicina y Ciencias Naturales por la Facultad Nacional de Medicina. En 1854, en el contexto de la guerra civil, obtuvo el título de Cirujano y Médico Militar. Desde 1858 y durante sesenta años fue profesor de ciencias naturales en el Colegio Mayor de Nuestra Señora del Rosario. De igual modo, Zerda se desempeñó como profesor de física médica y química en la Facultad Nacional e Medicina. Zerda fue el precursor del estudio de la química biológica y un referente intelectual de su época. Posteriormente, se convirtió en rector de la Facultad Nacional de Medicina en donde tuvo la tarea de coordinar la cátedra de fisiología.
Zerda también jugó un rol protagónico en la creación de Sociedad de Medicina y Ciencias Naturales, hoy Academia Nacional de Medicina en el año de 1873. En esta institución Zerda dedicó una buena parte de sus labores a la edición y redacción de la Revista Médica, hoy conocida como Revista Medicina . 
En 1855, en compañía de Ezequiel Uricoechea, Zerda fundó la Sociedad de Caldas que, posteriormente, se transformaría la Sociedad de Naturalistas Neogranadinos en 1859. De igual modo, fue miembro de la Academia Colombiana de la Lengua, de la Academia Colombiana de Historia y colaborador de numerosas instituciones dedicadas a las investigaciones sociales y científicas en España, Chile y Perú.
En 1892 fue nombrado Ministro de Instrucción Pública por el vicepresidente Miguel Antonio Caro, encargado de la Presidencia de la República por Rafael Nuñez. Zerda ejerció el cargo durante los seis años de mandato de Caro y en el año de 1893, desde su administración, se ejecutó el plan de reforma a la educación primaria, secundaria y superior, conocido como el Plan Zerda.

## Investigaciones en ciencias naturales
Zerda dedicó parte de sus esfuerzos a la mineralogía en donde desarrolló estudios sobre el carbón de hulla de diferentes partes del país. Por estos trabajos fue condecorado en la Exposición Industrial de Bogotá de 1866 y la Exposición Nacional de 1871. Como resutlado de sus avances en esta área escribió el Catálogo de la Colección Mineralógica en 1891. Zerda también publicó una monografía sobre la utilización del veneno de serpientes y algunos artículos sobre los efectos de la coca y la chicha en el consumo humano.

## Investigaciones en ciencias sociales

### El Dorado
En su obra, El Dorado, Zerda realizó una reconstrucción histórica, arqueológica y etnográfica de la vida de los primeros habitantes del territorio colombiano. Allí, entre otras cosas, exploró la validez de la famosa “Leyenda de El Dorado”. Este trabajo fue publicado en el Papel Periódico Ilustrado entre 1892 y 1893.

## Artículos publicados en laRevista del Colegio Mayor de Nuestra Señora del Rosario
Zerda, en calidad de egresado y catedrático, fue un colaborador regular de la Revista del Colegio Mayor de Nuestra Señora del Rosario, hoy en día Revista Nova Et Vetera.

#### "Ejercicios recreativos (sports)" (Número 118, año 1916)
Este artículo explora la relación que existe entre el jugo de la pelota vasca y los diversos juegos de pelota practicados por algunos pueblos americanos a los que llegaron los conquistadores españoles como las riberas del Orinoco, la Nueva España, Borinquen (Puerto Rico) y Haití. Liborio Zerda propone como hipótesis que “el juego de la pelota no surgió espontáneamente, si así puede decirse, entre los indios de esas regiones americanas, sino que probablemente fue importado por los vascos que vinieron en los éxodos que los invadieron y poblaron”.

#### "Las funciones protectoras de la vida" (Número 119, año 1916)
Este texto habla sobre cómo el organismo humano se protege de los microbios a través de los glóbulos blancos y los núcleos que estos contienen en su interior, a los que se les  llama fagocitos. Zerda, en varias ocasiones, hace comparaciones o cita comparaciones de otros autores entre el funcionamiento protector del organismo y la protección de la sociedad por parte de la policía. El artículo es una presentación de las ideas de un libro publicado por Luis y Pablo Murat y de otras fuentes que tratan el mismo tema.

#### "Las moscas. Transmisoras de enfermedad" (Número 118, año 1917)
El artículo es una presentación comentada de otro texto publicado en la revista francesa Le Monde Medical bajo la autoría de un doctor con apellido Blanche y que tiene por tema la transmisión de enfermedades por las moscas. Zerda comenta este artículo hablando de los tipos de moscas (por ejemplo, la mosca común o la mosca gris de la carne) y las enfermedades que pueden transmitir (fiebre tifoidea, tuberculosis, disentería bacilar, gastroenteritis o conjuntivitis granulosa) y aprovecha para hablar de la importancia de promover la higiene pública por parte de las autoridades municipales y en la familia. A propósito de esto último Zerda dice en su artículo que a las moscas “es necesario perseguirlas y aniquilarlas y destruir las fuentes de su procreación, en donde viven y en donde toman los microbios que transportan al hombre invadiendo sus habitaciones y en donde los depositan en sus alimentos”.

## ElPlan Zerdade instrucción pública
En 1892 Liborio Zerda fue designado Ministro de Instrucción Pública.  en el marco del gobierno regeneracionista de Rafael Núñez y Miguel Antonio Caro. Fue desde este cargo que Zerda propuso un cambio en la concepción estatal de la educación en el  denominado “Plan Zerda de Instrucción Pública”, que se materializó a través del decreto número 0349 del 31 de diciembre de 1892
De acuerdo con lo dispuesto en el artículo 185 de la Constitución de 1886, la educación nacional se dividió entre instrucción pública departamental (de primaria o de primeras letras), instrucción secundaria e instrucción profesional. La primera disposición del decreto versó sobre la distribución jerárquica de los entes encargados de la dirección de la Instrucción a nivel departamental, en el cual se determinó qué los gobernadores de cada departamento, fungirán como agentes de gobierno y estarán asistidos por los secretarios de instrucción pública de cada departamento.
Uno de los aportes más significativos de Zerda fue sobre la instrucción secundaria, que según la ley podía cursarse en la Escuela de Bellas artes,  las escuelas de Artes y Oficios, el Instituto Salesiano, la Academia Nacional de Música y las escuelas Normales. Zerda propuso que esta tomaría como eje principal la formación en letras y filosofía, aspecto que tenía que ser tenido en cuenta en estos establecimientos facultados para ofrecer títulos de bachiller. Respecto a la educación profesional, determinó que esta se daría en instituciones sostenidas por la nación, como: el Colegio Mayor de Nuestra Señora del Rosario, la Facultad de Ciencias Matemáticas y de Ingeniería, las Facultades de Derecho y Ciencias Políticas, las Facultades de Ciencias Naturales, la Escuela de Minas y el Instituto Pedagógico Nacional. Adicionalmente, harían parte de la instrucción pública la Biblioteca Nacional de Colombia, el Observatorio Astronómico y el Museo Nacional de Colombia.
Sobre el funcionamiento de los institutos de instrucción secundaria y profesional, en el decreto se manifiesta que los establecimientos debían contar con un rector, un secretario y un cuerpo de catedráticos encargados de impartir las diferentes asignaturas. Estos funcionarios serían de libre nombramiento y remoción y la duración en el cargo dependería de su rendimiento. A su vez,las instituciones debían contar con un consejo directivo, encargado de fijar las materias que se iban a enseñar (que idealmente, debían ser las mismas en cantidad a nivel nacional, y no menos de las que se dictaban en Bogotá). Respecto a las instituciones departamentales, el rector y los demás integrantes de la plana directiva serían nombrados por los gobernadores departamentales.
Respecto al Colegio Mayor de Nuestra Señora del Rosario, quedó decretado que este se regiría por las Constituciones dictadas por  Fray Cristóbal de Torres, y confirmadas por cédula real el 12 de julio de 1664. El rector - nombrado por parte del presidente de la nación- contaría con el apoyo del Síndico del Establecimiento, escogido por la Conciliatura, y los empleados del Colegio Mayor serían seleccionados por el rector.  Las materias que debían dictarse eran: Lengua Castellana, Lengua Latina, Lengua Francesa o Inglesa, Aritmética,  Álgebra elemental, Geografía física y política , Cosmografía y Nociones de Geografía antigua, Historia Universal antigua y moderna, Física experimental en todas sus ramas, Retórica y Literatura castellana, Religión, Filosofía, Lengua Griega, Literatura antigua y Pedagogía. De esta manera, los individuos que aprobaran la totalidad de dichos cursos recibirían el diploma de bachiller.